# 莱古勒
莱古勒（法語：Les Goulles，法語發音：[le ɡul]）是法国科多尔省的一个市镇，属于蒙巴尔区。

## 地理
莱古勒（47°52'55"N, 4°54'20"E）面积8.93 平方千米，位于法国勃艮第-弗朗什-孔泰大區科多尔省，该省份为法国中东部省份，北起奥布省，西接涅夫勒省和约讷省，南至索恩-卢瓦尔省，东南接汝拉省，东临上索恩省，东北部与上马恩省接壤。
与莱古勒接壤的市镇（或旧市镇、城区）包括：利涅罗勒、拉绍姆、居尔日城、吕塞、奥布河畔奥布皮埃尔。

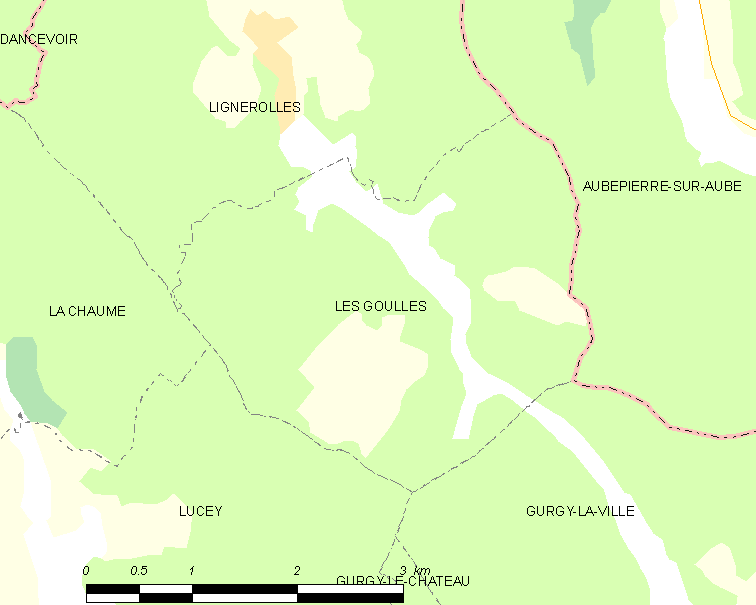
莱古勒的OSM定位图

莱古勒的时区为UTC+01:00、UTC+02:00（夏令时）。

## 行政
莱古勒的邮政编码为21520，INSEE市镇编码为21303。

## 政治
莱古勒所属的省级选区为塞纳河畔沙蒂永县。

## 人口

1962-2008年间莱古勒人口变化图示

莱古勒于2022年1月1日时的人口数量为17人。